# Henicomyia amazonica
Henicomyia amazonica är en tvåvingeart som beskrevs av Irwin och Webb 1992. Henicomyia amazonica ingår i släktet Henicomyia och familjen stilettflugor. Inga underarter finns listade i Catalogue of Life.